# Dallmann-Labor
Koordinaten: 62° 14′ 0″ S, 58° 40′ 0″ W

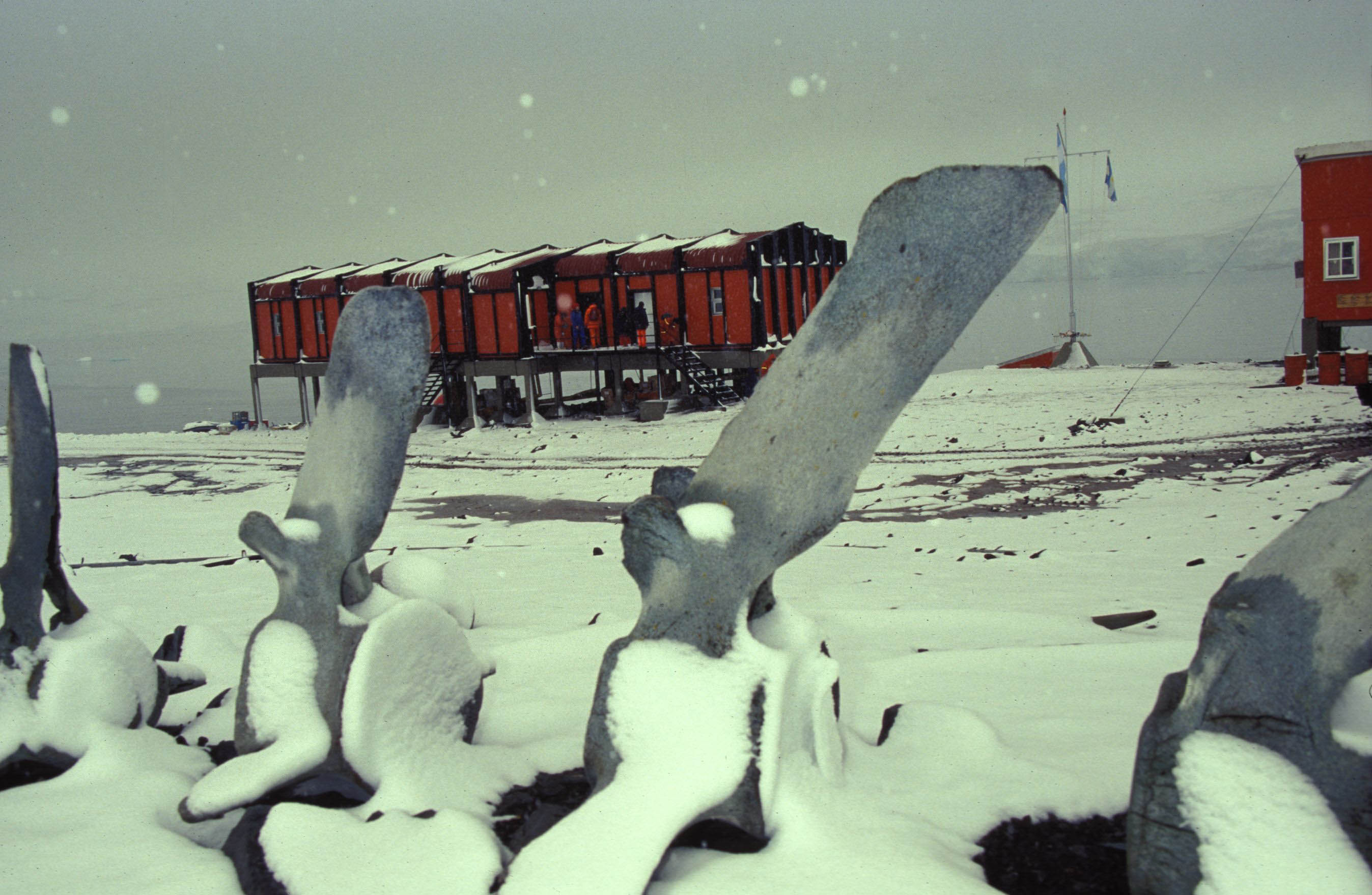
Dallmann-Labor auf King George Island; im Vordergrund Relikte der Walfangzeit

Das Dallmann-Labor ist eine Sommerstation für Biologie und Geowissenschaften in der Antarktis. Sie liegt auf King George Island, Südliche Shetlandinseln, an der Spitze der Antarktischen Halbinsel. In direkter Nachbarschaft befindet sich die argentinische Station Carlini, deren Logistik mitgenutzt wird.
Das am 20. Januar 1994 eröffnete Labor ist nach dem Polarmeerfahrer Eduard Dallmann benannt und wird vom Alfred-Wegener-Institut für Polar- und Meeresforschung in Kooperation mit den Niederlanden und dem argentinischen Instituto Antártico Argentino betrieben. Es hat zwölf Arbeitsplätze mit Laboren, Werkstatt, Lager, Aquarien und einer Basis für Forschungstaucher. Untersucht werden Zusammensetzung und Stabilität von Algen- und Tiergemeinschaften. Erkenntnisse über die Nahrungsbeziehungen und die Physiologie der Arten ermöglichen den Wissenschaftlern Aussagen über die Entwicklung der polaren Lebensgemeinschaften angesichts globaler Umweltveränderungen.

## Geschichte
Die Bucht Potter Cove in der südwestlichen Region der King George Island (bekannt als Isla 25 de Mayo in Argentinien) im Archipel der Südlichen Shetlandinseln wurde um 1953 ausgewählt, um eine argentinische Marinestation für die Unterstützung von Amphibienflugzeugen zu beherbergen.
Die Zuflucht wurde am 21. November 1953 gegründet und vorübergehend Refugio Potter und dann Caleta Potter Naval Station genannt. In der Sommerkampagne von 1953 bis 1954 wurde die Unterkunft nur von drei Männern bewohnt. Es wurde vorgeschlagen, die Basis nach dem am 14. September 1948 im Dienst getöteten Marineflieger Jose Isidro Jubany zu benennen. Die Station wurde daher im Verlauf des Feldzugs von 1954 bis 1955 in Teniente Jubany umbenannt.
In der Sommerkampagne von 1957 bis 1958 führten zwei Gruppen von Wissenschaftlern des Instituto Antártico Argentino geologische Untersuchungen in der Region durch und sammelten petrographische und paläontologische Proben, um lokale geologische Aufwärtsbewegungen zu untersuchen. Dr. Otto Schneider war Leiter der ersten Gruppe und Osvaldo C. Schauer, Chef der zweiten.
1982 wurden die Einrichtungen der Marinestation an das Argentine Antarctic Institute übergeben und die Station auf den Status einer Basis gebracht, die am 12. Februar als solche eingeweiht wurde.
1990 begann das Alfred-Wegener-Institut für Meeresforschung in Deutschland Gespräche mit dem Argentinischen National Antarctic Institute, das sich mit der Installation von Laboratorien und Aquarien vor Ort mit modernen Geräten für die wissenschaftliche Forschung befasste. Diese neue Einrichtung mit dem Namen Dallmann Laboratory wurde am 20. Januar 1994 eingeweiht, hat eine Fläche von 250 m² und wurde auf dem argentinischen Festland gebaut, zerlegt, per Schiff nach Potter Cove gebracht und an der Basis wieder zusammengebaut.
1994 wurde in Zusammenarbeit mit dem Institut für Physik der Atmosphäre (IFA), Italien, das LAJUB-Labor für Treibhauseffektforschung eingerichtet.
Am 5. März 2012 wurde die Basis durch Dekret 309/2012 der Exekutive in Base Carlini umbenannt. Der Name soll den verstorbenen Forscher Alejandro Ricardo Carlini ehren.
Am 8. Dezember 2013 gab Metallica ein Konzert an der Basis unter einer kleinen, speziell gebauten Kuppel und ohne Verstärkung aus Umweltgründen. Die Show wurde weltweit gestreamt.